# Пшмахов, Арсен Аюбович
Арсен Аюбович Пшмахов (род. 10 февраля 1986 или 2 октября 1986) — российский дзюдоист, серебряный призёр чемпионата России, призёр международных турниров, серебряный призёр чемпионата Европы в командном зачёте, бронзовый призёр чемпионата мира в командном зачёте, мастер спорта России международного класса. Победитель и призёр международных турниров. Живёт в Карачаево-Черкесии.
Тренер мужской сборной России по дзюдо.

## Спортивные результаты
- Чемпионат России по дзюдо 2009 года — .
- Кубок Евразии Оренбург 2008 — .
- Кубок мира Стамбул 2008[6]— .
- Гран-при Роттердам 2008 — .
- Чемпионат России Нальчик 2009[7] — .
- Кубок мира баку 2009[8] — .
- Кубок мира Стамбул 2010 — .
- Командный чемпионат мира Анталия 2010 — .
- Кубок мира Каир 2010[9][10] — .
- Кубок мира Казахстан 2010[11] — .
- Кубок мира Корея 2010[12] — .
- Кубок мира Баку 2011[13][14][15] — .
- Гран-при Германия 2011[16]— .
- Кубок Европы Босния 2012[17] — .
- Командный Чемпион Европы Челябинск 2012[18] — .
- Кубок Европы Эстония 2013[19] — .
- Гран-при Китай 2014[20] — .
- Кубок мира Марокко 2015[21] — .

## Семья
Тренируется под руководством своего отца Аюба Пшмахова. Старшие братья Арамбий и Амарбий также занимаются дзюдо, являются мастерами спорта.